# Louis de Gravina
Louis d'Anjou, né en 1324, mort empoisonné à Naples le 22 juillet 1364, comte de Gravina, est le fils de Jean d'Anjou, duc de Durazzo, et d'Agnès de Périgord.

## Biographie
Il se trouva pris dans les haines opposant les différentes branches de la maison d'Anjou. À l'origine, en 1309, Robert le sage second fils de Charles II d'Anjou avait écarté du trône son neveu Charles Robert, fils du fils aîné de Charles II. André de Hongrie, fils de Charles Robert, avait épousé Jeanne Ire, la petite-fille de Robert le Sage, mais une fois au trône, les époux s'étaient déchirés, rallumant cette querelle de succession. Jeanne, avec la complicité de son amant Louis de Tarente, fils du troisième fils de Charles II, avait fait assassiner son mari, puis épousa Louis de Tarente et le plaça sur le trône. Louis Ier de Hongrie, le frère aîné d'André, résolut de le venger et attaqua le royaume de Naples en 1347. Louis de Tarente et Jeanne Ire s'enfuirent en Provence, mais Louis de Hongrie le fit prisonnier avec son frère Robert de Morée et ses cousins Robert et Philippe de Tarente. 
Il recouvra sa liberté, mais, montrant ses sympathies au roi de Hongrie, fut arrêté et emprisonné par Jeanne Ire sous prétexte de conspiration. Il meurt empoisonné à l'instigation de ses cousins Robert de Tarente et Philippe II de Tarente.

## Mariages et enfants
Il épouse en 1343 Marguerite de San-Severino, fille de Robert de San-Severino, comte de Corigliano, et eut :
- Louis, né en 1344 mort jeune ;
- Charles III de Naples (1345 † 1385), roi de Naples et de Hongrie ;
- Agnès, née en 1347, morte jeune.